# Rosemarie Dexter
Rosemarie Dexter (Quetta, no Paquistão quando ainda era um território da Índia britânica, 19 de julho de 1944 - Recanati, 8 de setembro de 2010), mais conhecida pelo nome artístico Rosemary Dexter, foi uma atriz do cinema italiano de origem britânica/paquistanesa.
Filha de um britânico com uma anglo-birmanesa, Rosemarie passava férias em Roma quando o diretor Ugo Gregoretti lhe convidou para participar da comédia de ficção-científica "Omicron" (lançado em 1963).
Depois de Omicron, transferiu residência para a Itália e trabalhou em inúmeros filmes, como Romeu e Julieta (do diretor Riccardo Freda), Per qualche dollaro in più (nome não creditado), Casanova '70, El Desperado, As Sandálias do Pescador,  Violenza al sole, La minorenne.
Em fevereiro de 1975, foi capa da Revista Playboy italiana e sem muitas explicações, após o lançamento do filme Povero Cristo, em 1976, aposentou-se, ficando no anonimato até o ano de 2010, quando foi encontrada morta em sua residência, na cidade de Recanati.